# 乌尔里希·哈恩
乌尔里希·哈恩（德語：Ulrich Hahn，1955年11月5日—），德国男子雪橇运动员。他曾代表东德参加1974年和1981年世界雪橇锦标赛，获得二枚金牌。他也参加了1976年和1980年冬季奥运会。